# Inha Babakowa
Inha Alwidossiwna Babakowa (ukrainisch Інга Альвідосівна Бабакова, engl. Transkription Inha Babakova, geb. Butkus; * 27. Juni 1967 in Aşgabat) ist eine ehemalige ukrainische Hochspringerin.
Inha Butkus wurde in Turkmenistan als Tochter litauischer Eltern geboren. Sie heiratete Sergej Babakow. Ihr erster Sohn wurde 1990 geboren, ein zweiter Sohn Ende der 1990er Jahre. Vor der Geburt ihres ersten Sohnes stand ihre Bestleistung im Hochsprung bei 1,92 m aus dem Jahr 1988. 1991 sprang sie 2,02 m. Bei den Weltmeisterschaften 1991 gewann sie mit 1,96 m Bronze für die Sowjetunion hinter Heike Henkel (GER) und Jelena Jelessina (URS). Ab 1993 startete Inha Babakowa für die Ukraine. Ihre erste Medaille für die Ukraine holte sie bei den Hallenweltmeisterschaften 1993. Mit 2,00 m gewann sie Bronze hinter Heike Henkel und Stefka Kostadinowa (BUL). Bei den Weltmeisterschaften 1993 war Babakowa nicht am Start. Bei den Europameisterschaften 1994 belegte Babakowa mit 1,93 m Platz vier. Bei den Weltmeisterschaften 1995 belegte Inha Babakowa mit 1,99 m Platz drei hinter Stefka Kostadinowa und Alina Astafei (GER). Vier Wochen später sprang Inha Babakowa in Tokio ihre Höchstleistung mit 2,05 m. 
Auch bei den Olympischen Spielen 1996 gewann Babakowa Bronze. Hinter Kostadinowa mit 2,05 m und Niki Bakoyianni (GRE) mit 2,03 m sprang Babakowa 2,01 m. Babakowa sprang alle Höhen im ersten Versuch, während die Griechin bis 2,01 m drei Fehlversuche hatte, aber nachdem Bakoyiánni im letzten Versuch 2,03 m meisterte, konnte Babakowa nicht mehr kontern. Bei den Hallenweltmeisterschaften 1997 gewann Babakowa mit 2,00 m Silber hinter Kostadinowa und vor Hanne Haugland (NOR). Bei den Weltmeisterschaften 1997 belegte Babakowa mit 1,96 m gemeinsam mit Olga Kalturina (RUS) den zweiten Platz hinter Hanne Haugland. Nach der Babypause für ihr zweites Kind war Inha Babakowa bei den Weltmeisterschaften 1999 wieder da. Mit 1,99 m sprang sie zwar gleich hoch wie die beiden Russinnen Jelena Jelessina und Swetlana Lapina, aber da Babakowa die 1,99 m im ersten Versuch genommen hatte, gewann sie den Titel. 
Bei den Olympischen Spielen 2000 erreichte Babakowa mit 1,96 m Platz fünf. Bei den Hallenweltmeisterschaften 2001 sprang Babakowa mit 2,00 m genau so hoch wie die Siegerin Kajsa Bergqvist (SWE), aber wegen der Mehrzahl an Fehlversuchen erhielt Babakowa nur Silber. Ihre letzte Medaille war eine weitere Silberne bei den Weltmeisterschaften 2001. Wie bei den Hallenweltmeisterschaften erreichte Babakowa mit 2,00 m die gleiche Höhe wie die Siegerin, nur dass es diesmal Hestrie Cloete (RSA) war, die gewann; Kajsa Bergqvist wurde mit 1,97 m Dritte. Bei den Hallenweltmeisterschaften 2003 wurde sie Achte mit 1,92 m, bei den Olympischen Spielen 2004 in Athen Neunte mit 1,93 m.  	
Bei einer Körpergröße von 1,80 m hatte Babakowa ein Wettkampfgewicht von 60 kg. Sie startete in ihrer ganzen Karriere nie bei Halleneuropameisterschaften, und ihr vierter Platz 1994 war ihr einziges Ergebnis bei Freiluft-Europameisterschaften. Auch ihre olympische Bilanz ist durchwachsen. Dafür war sie in den ungeraden Weltmeisterschaftsjahren immer eine Medaillenkandidatin.